# アイビダ
アイビダ（漢字: 愛必達、? - 乾隆36年（1771年））は満洲鑲黄旗出身の清朝の政治家であり、湖広総督、河道総督、雲貴総督、浙江巡撫、貴州巡撫などを歴任した高官。鈕祜禄（ニオフル）氏の出身で、後金開国の功臣額亦都（エイドゥ）の曾孫で、エビルンの孫であり、父は尹徳（インデ）。アイビダはその四男。策楞および訥親（ネチン）の弟で、阿里衮（アリグン）の兄にあたる。娘は乾隆帝の妃嬪順貴人。

## 生涯
筆帖式（清朝の下級文官職）を経て佐領を世襲した。乾隆9年（1744年）、吏部郎中から江西布政使に代理として任命された。その後、江蘇布政使代理として任命され、同時に蘇州織造業務および滸墅関の関税業務も管理した。
さらに貴州布政使に転任し、乾隆11年には山西巡撫に昇進。義倉（貧困者救済のための備蓄米の倉庫）の建設を奏請し、民に利益をもたらそうとした。その後も浙江巡撫、雲南巡撫、雲貴総督、湖広総督といった地方の高官職を歴任した。
しかし、部下をかばったことが原因で罷免され、乾隆28年（1763年）にイリへ左遷された。
著書には、祖父額亦都の事績を記した『弘毅公戦功行略』および地理・風俗に関する記録『黔南識略（全30巻）』がある。

## 家庭
- 息子：フキン(福慶)。清朝の兵部尚書を務めた。
- 娘：順貴人
- 娘：満洲鑲黄旗出身の瑪尚阿巴図魯・高杞に嫁いだ。高杞は陝甘総督を務め、その父は内務府大臣・高恒であった。